# Erioptera wellsae
Erioptera wellsae là một loài ruồi trong họ Limoniidae. Chúng phân bố ở miền Australasia.